# André Friederich
Pour les articles homonymes, voir Friedrich.
André Friederich ou Andreas Friederich, né le 17 janvier 1798 à Ribeauvillé et mort le 9 mars 1877 à Strasbourg, est un sculpteur français.
Actif à Strasbourg, il réalisa de nombreux monuments funéraires et statues de personnalités en grès rose.

## Biographie

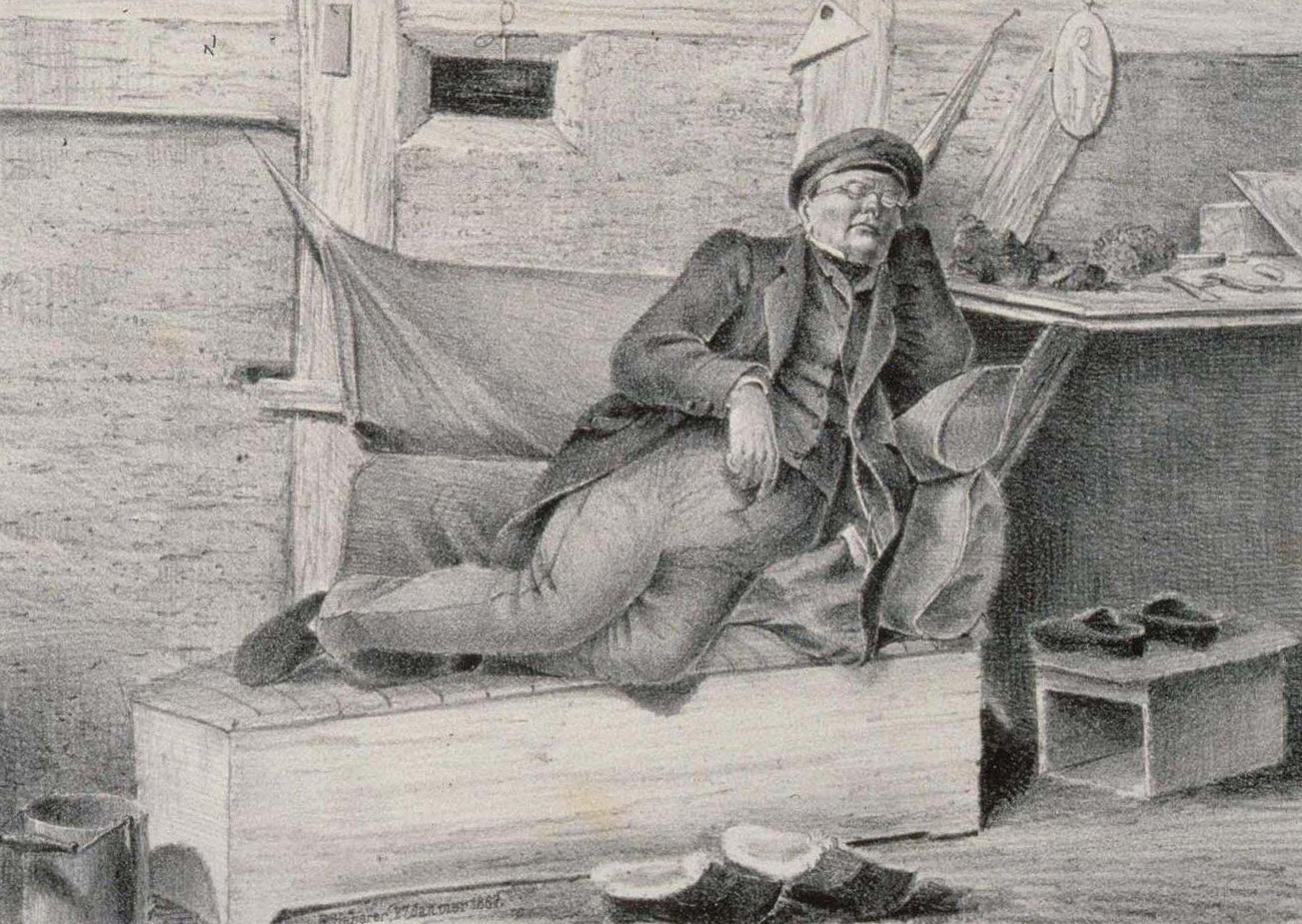
Émile Haberer et Édouard Hubert, A. Friedrich, couché et dormant (1867), Strasbourg, bibliothèque nationale et universitaire.

André Friedrich (Friederich) est le fils de Xavier Friedrich, sculpteur sur bois, mort à Rouffac le 1er novembre 1835, et de Marie-Thérèse Ruhlmann, morte à Soultzmatt le 10 septembre 1812.
André Friederich est d'abord sculpteur sur bois comme son père. À 15 ans, il poursuit son enseignement à Strasbourg auprès du sculpteur Landolin Ohmacht. En 1815, il est en Suisse, puis à Stuttgart et à Munich. Il se rend ensuite à Vienne où il travaille auprès du sculpteur Johann Martin Fischer. Il continue son voyage à Dresde et travaille pendant trois ans auprès du sculpteur Franz Pettrich et suit les cours sur l'art antique de Karl August Böttiger. Il se rend à Berlin en 1819, où, sur la recommandation de Johann Gottfried Schadow, il restaure les statues du palais de l'arsenal. En 1820, il est à Paris dans l'atelier de François-Joseph Bosio, en 1824, à Rome, où il réalise chez Bertel Thorvaldsen la statue Alsa qu'il a rapporté et donné au Musée de Strasbourg. Il revient s'établir en 1826 à Strasbourg où il réalise la plupart de ses œuvres,,,.
Sa première épouse, Maria Anna (1807-1838), meurt des suites de l'une des premières césariennes pratiquées à Strasbourg en 1838. Le nouveau-né ne survécut pas. Un monument sculpté par André Friederich perpétue leur mémoire au cimetière Sainte-Hélène de Strasbourg.
Il épouse en secondes noces Marie-Antoinette Momy (morte le 19 janvier 1890) qui lui donne une fille, Amélie (1834-1858). L'artiste réalisa pour elle un monument funéraire qui abrite aussi sa propre sépulture et celle de sa femme. Leur tombe se trouve également au cimetière Sainte-Hélène.

## Œuvres
- Travaux pour la halle de la source et la salle de danse (1822) au parc de l'hôtel thermal du château de Bonnefontaine près d'Altwiller (Bas-Rhin)[8].
- Le Baptême de Clovis et La Conversion de Bathilde par saint Florent (1827), église Saint-Louis de Strasbourg[2].
- Monument à Turenne (1828), granit, près de Salzbach (Bade-Wurtemberg)[9] où le général fut tué le 27 juillet 1675.
- Portrait de l'abbé Sieyès (1829), médaillon en plâtre, musée des Beaux-Arts de Strasbourg[10].
- Monument commémoratif d'Abraham Chenal (2e quart du XIXe siècle), à l'hôpital du même nom à Sainte-Marie-aux-Mines (Bas-Rhin)[11].
- Fontaine de la Licorne (1837), Saverne, d'abord érigée sur l'ancienne place du Marché, elle se trouve aujourd'hui entre la place du Général-de-Gaulle et le canal de la Marne au Rhin, le long de la Grand-Rue. Depuis 1970 elle est remplacée par une copie due à Claude Metzmeyer[12].
- Monument à l'archevêque Boll, cathédrale Notre-Dame de Fribourg[2].
- Mausolée du poète Herber[Où ?][2].
- Femme à genoux sur un tombeau, statue en marbre (Salon de 1839)[2], localisation inconnue.
- Statue de l'évêque Werner de Habsbourg (1840)[9], cathédrale Notre-Dame de Strasbourg, en face de l'horloge astronomique.
- Hora, la déesse du temps, (1841) : elle ornait autrefois une fontaine de la rue de la Gare à Saverne et portait à son flanc un cadran solaire aujourd'hui disparu. Elle orne maintenant la Grand-Rue[13].
- Mère tenant son enfant endormi, statue en marbre (Salon de 1942)[2], localisation inconnue.
- Monument à l'architecte Erwin de Steinbach (1842), Steinbach[9], aujourd'hui un quartier de Baden-Baden.
- Une mère et son enfant (1842)[9], localisation inconnue.
- Le Fossoyeur, don fait au musée de Baden-Baden[Lequel ?][2].
- Tombeau de Léopold de Bade[Où ?][9].
- Monument à Pfeffel (1859), réalisé à l'origine par André Friederich pour le musée Unterlinden de Colmar. Une copie de la statue, exécutée par Charles Geiss en 1927, est érigée dans la Grand Rue à Colmar[14].
- Buste d'homme (1869), musée des Beaux-Arts de Strasbourg[10].
- La Ville de Ribeauvillé du XIXe siècle, (3e quart du XIXe siècle), statue allégorique de la ville de Ribeauvillé érigée sur une fontaine de la ville[15].
- Monument à Jean Hültz, Strasbourg[16].

Œuvres d'André Friederich
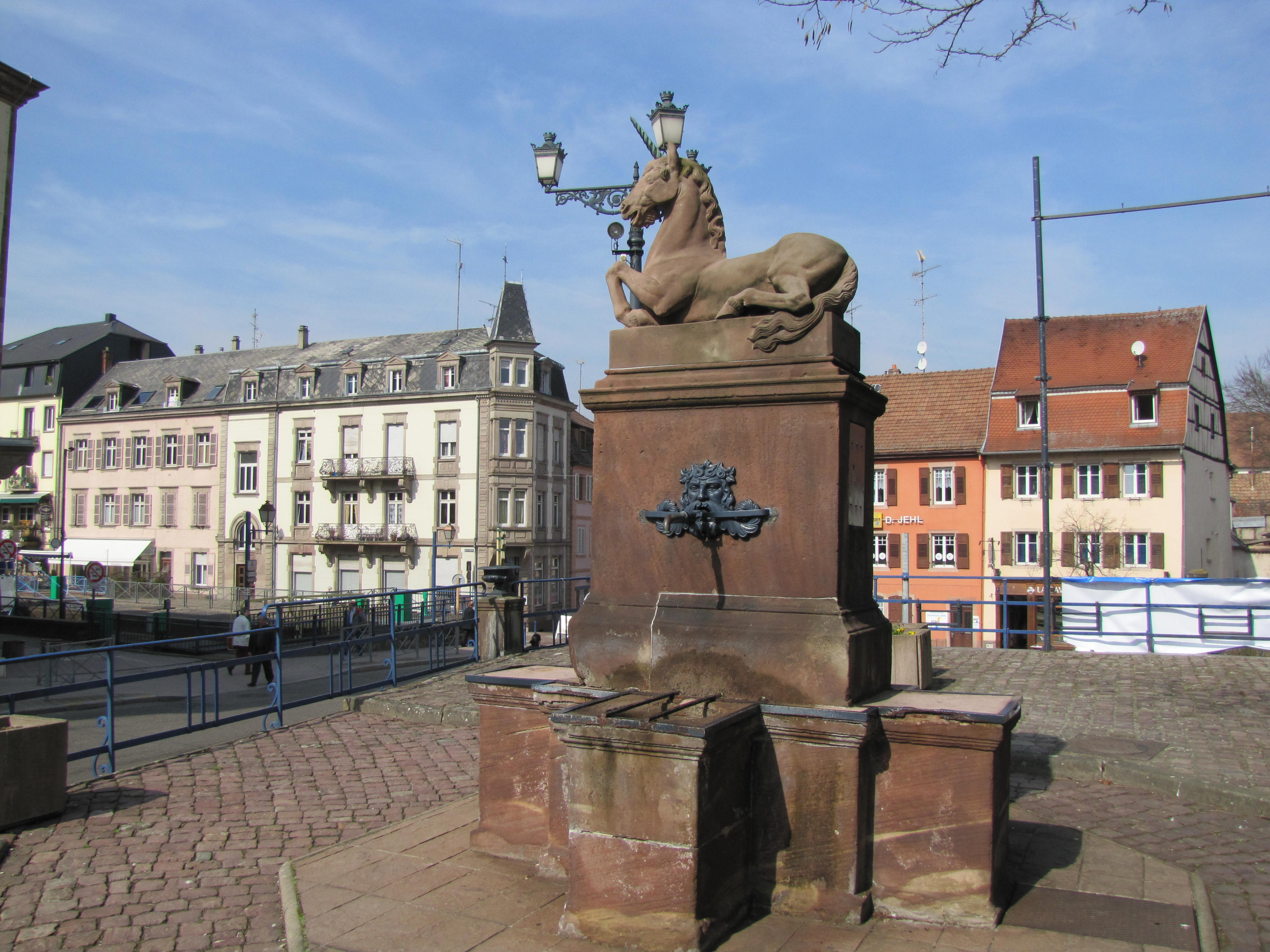
Fontaine de la Licorne, copie d'après André Friederich, Saverne.
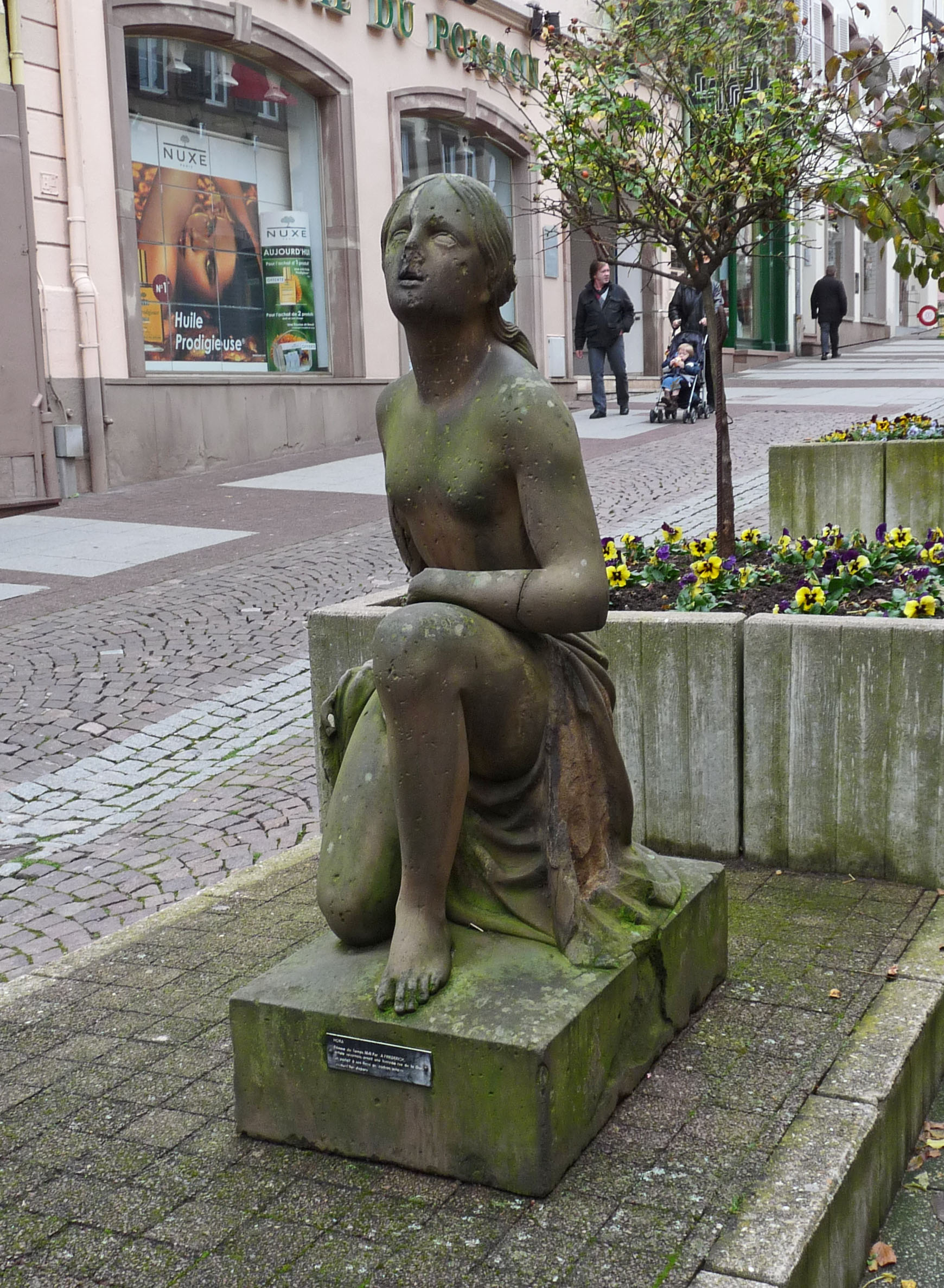
Hora, Saverne.
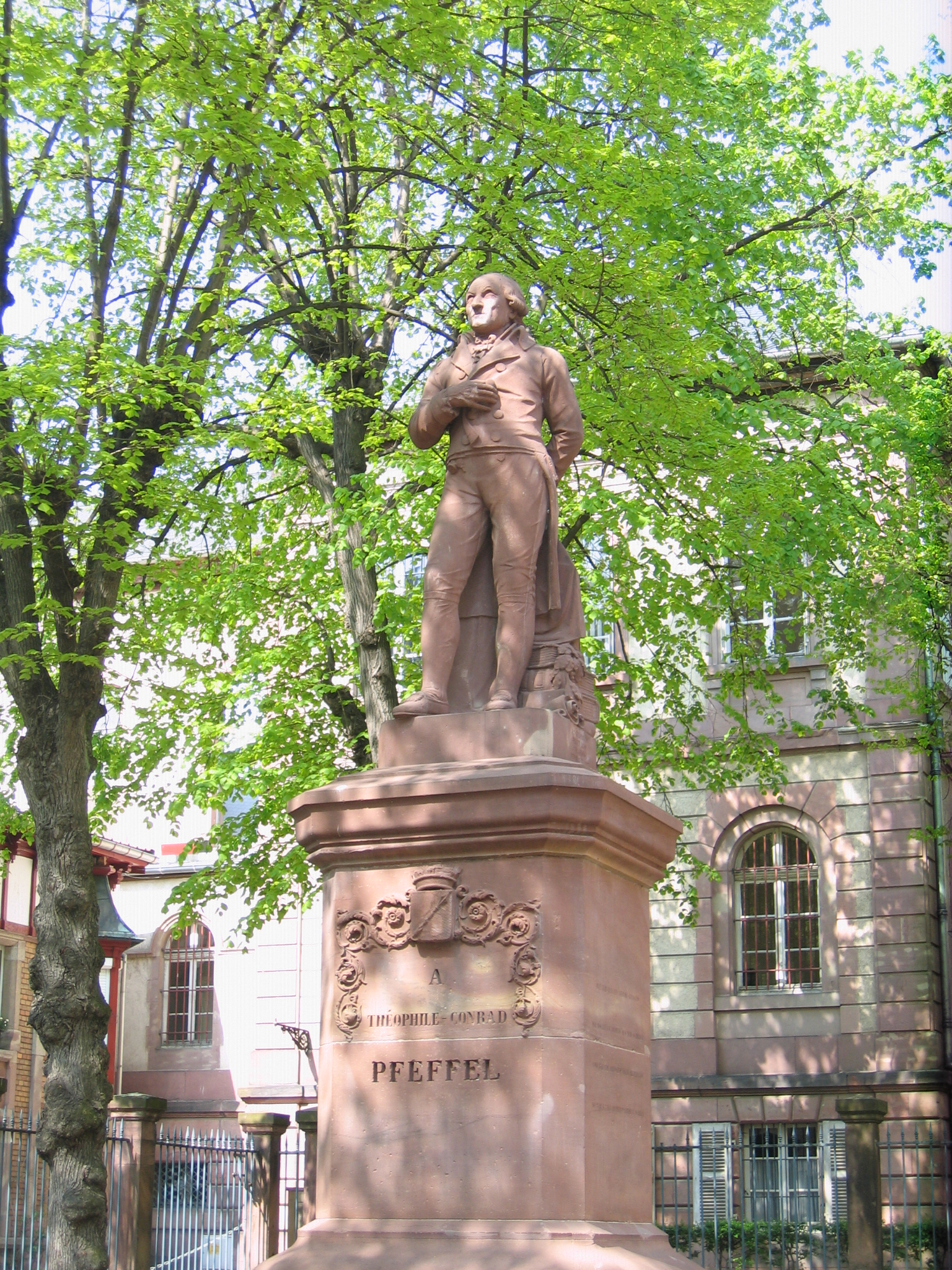
Monument à Pfeffel, copie d'après André Friederich, Colmar.
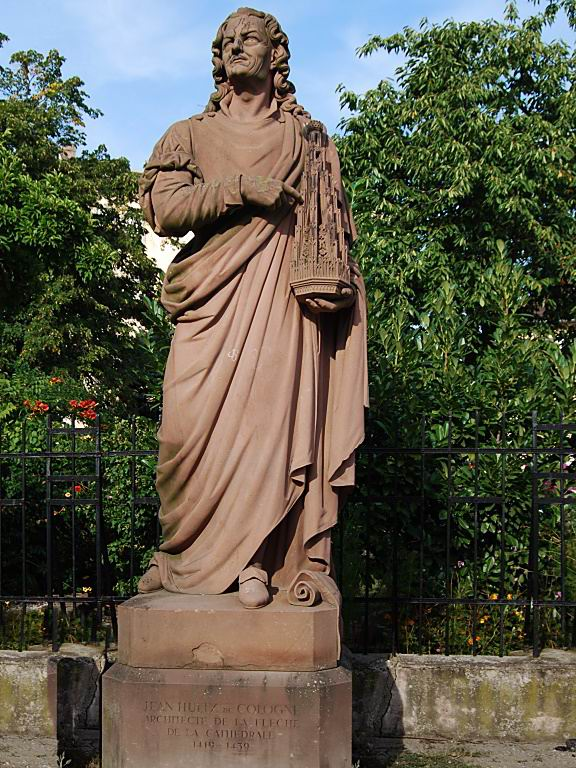
Monument à Jean Hültz, Strasbourg.
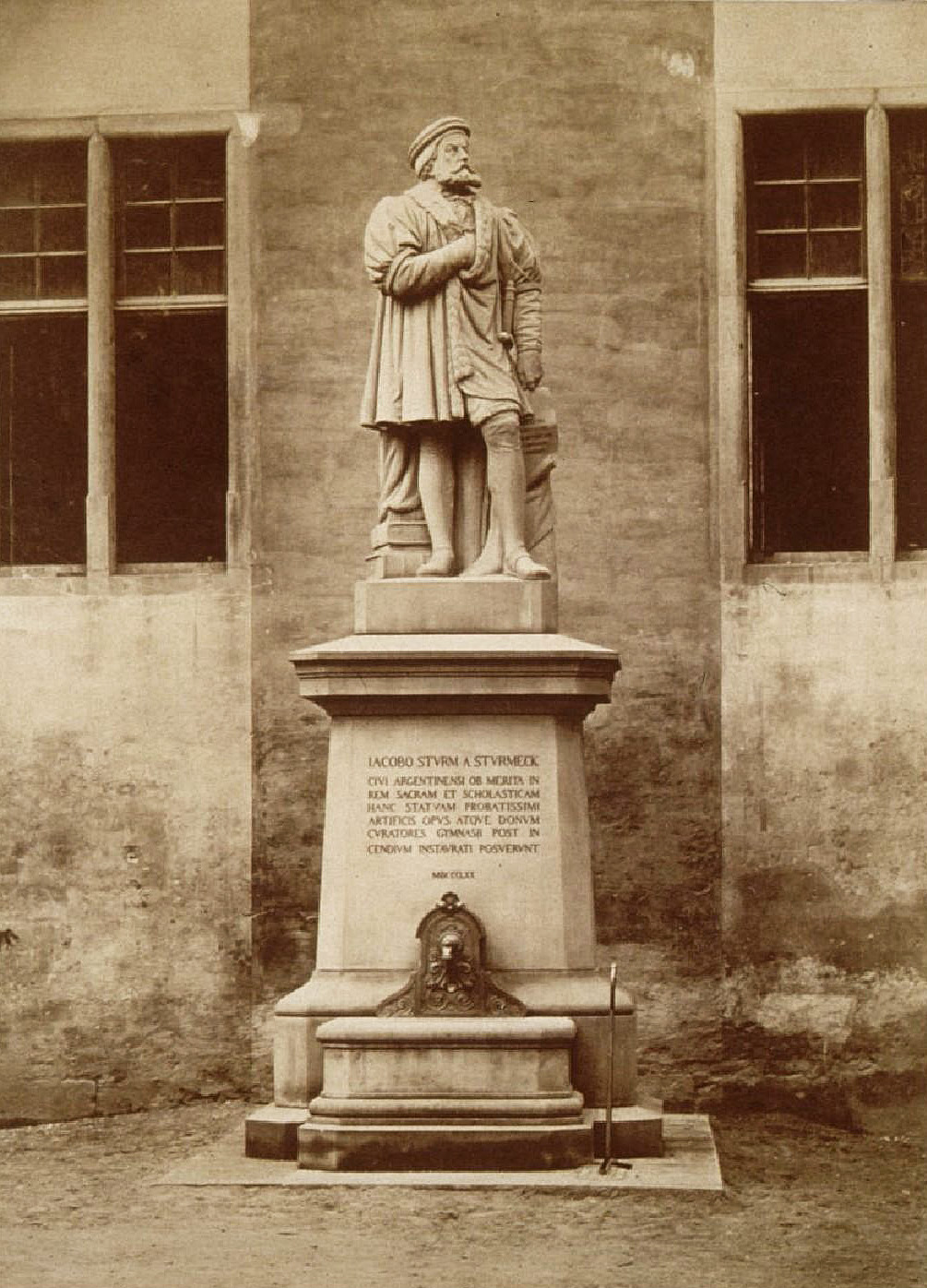
Monument à Jacques Sturm, Strasbourg, œuvre disparue.

Le cimetière Saint-Gall de Strasbourg (Koenigshoffen) abrite plusieurs monuments funéraires de Friederich, dont ceux des dramaturges Ehrenfried Stoeber (1779-1835) et Georges Daniel Arnold (1780-1829), pionniers du théâtre alsacien en langue dialectale, mais également le cénotaphe de Louis Charles Henri Knoderer, un enfant mort en 1850 à l'âge de 11 mois. La décoration de ce monument se distingue par un globe terrestre finement gravé de méridiens et un enfant entouré d'un voile qui monte vers le ciel.

Monuments funéraires au cimetière Saint-Gall de Strasbourg
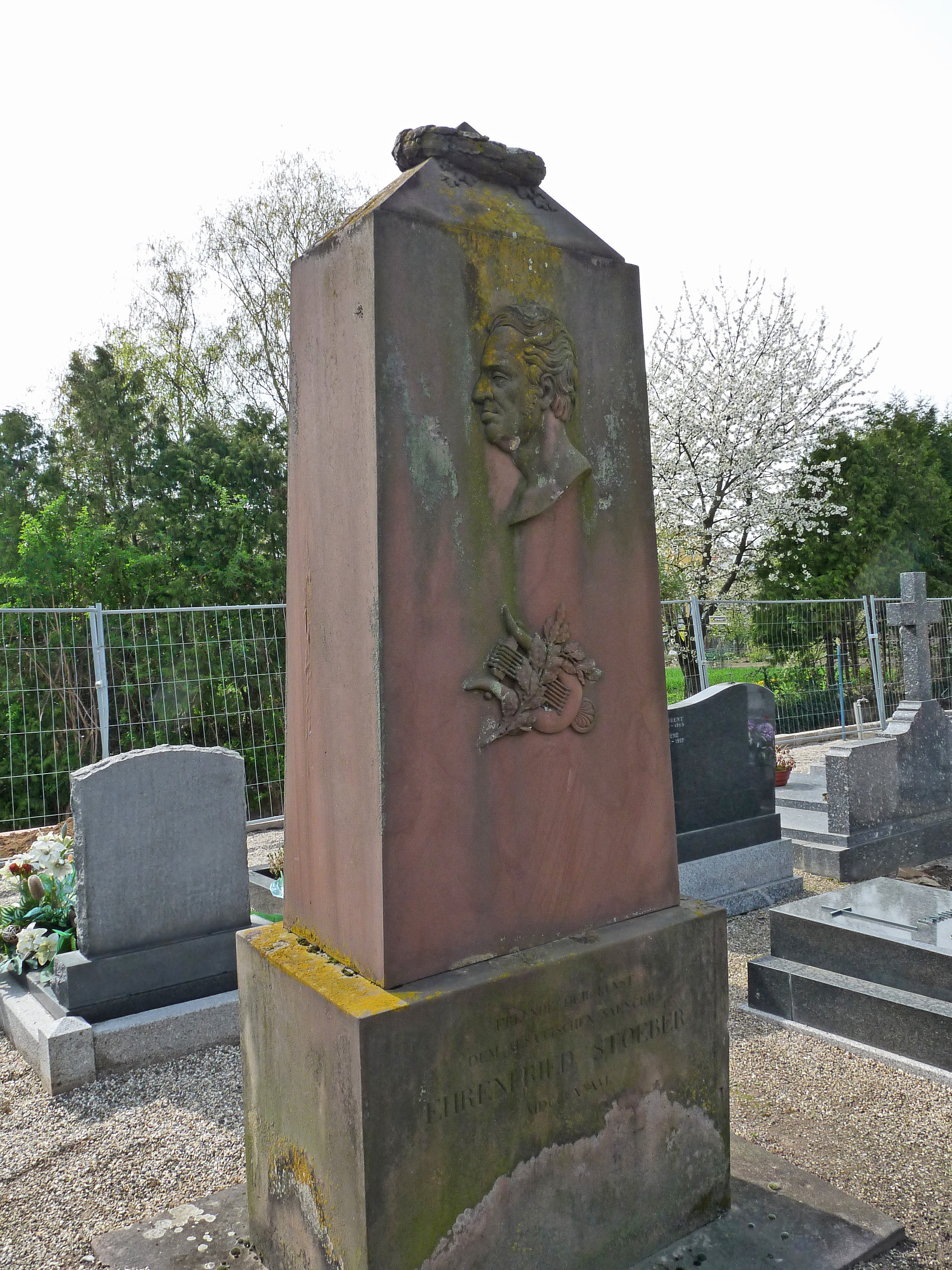
Sépulture d'Ehrenfried Stoeber.
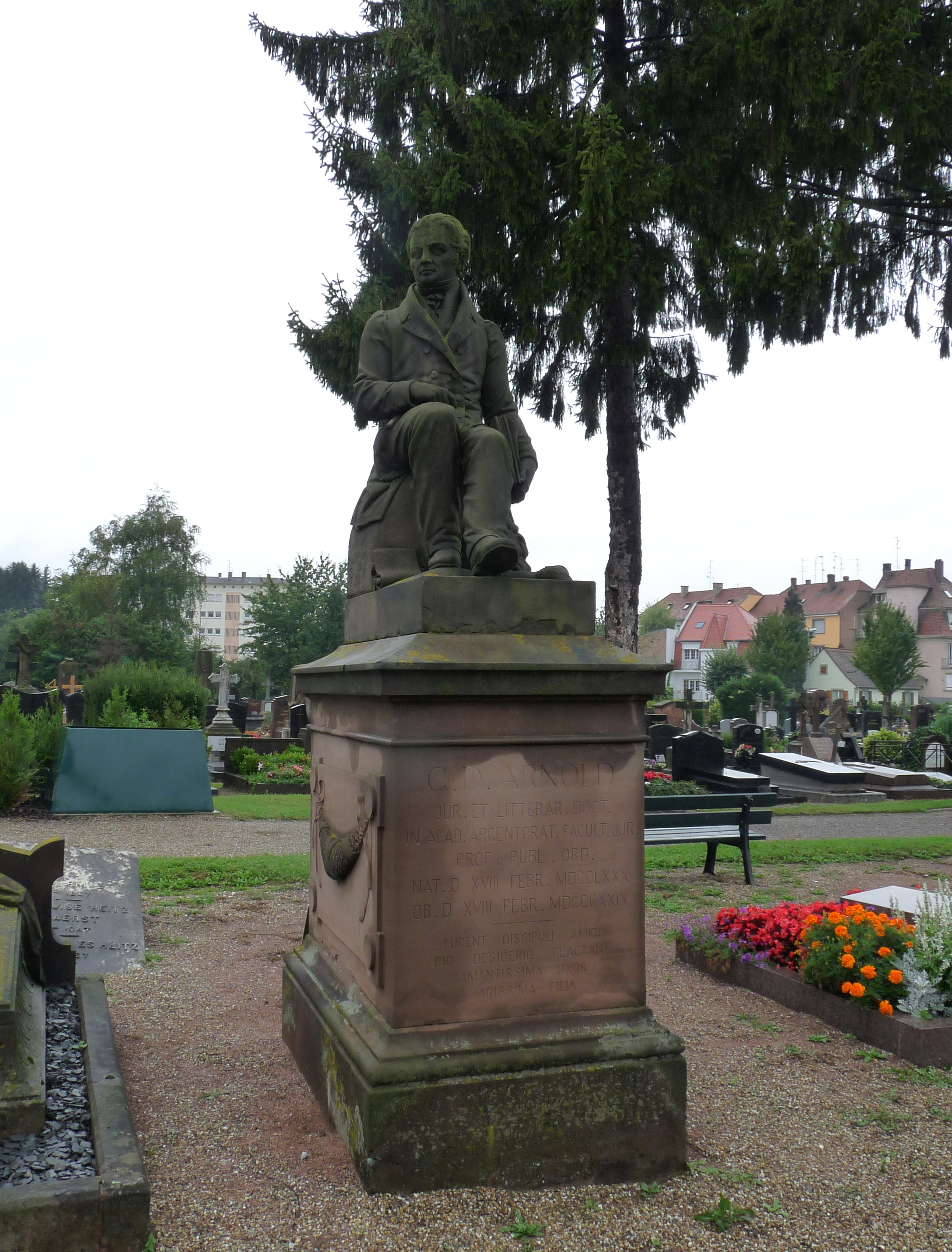
Sépulture de Georges Daniel Arnold.

Monuments funéraires au cimetière Sainte-Hélène de Strasbourg
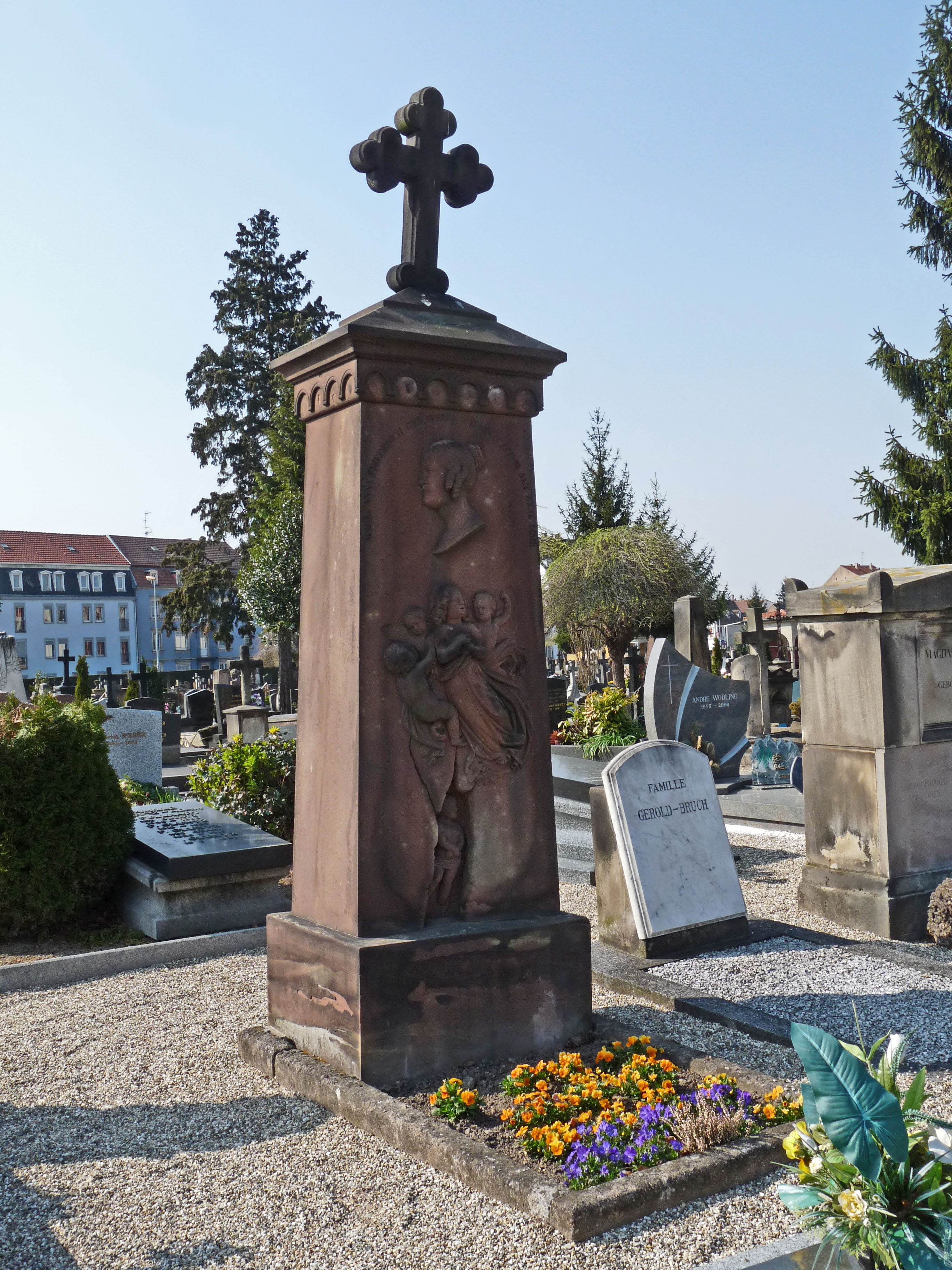
Sépulture de Maria Anna Friederich.
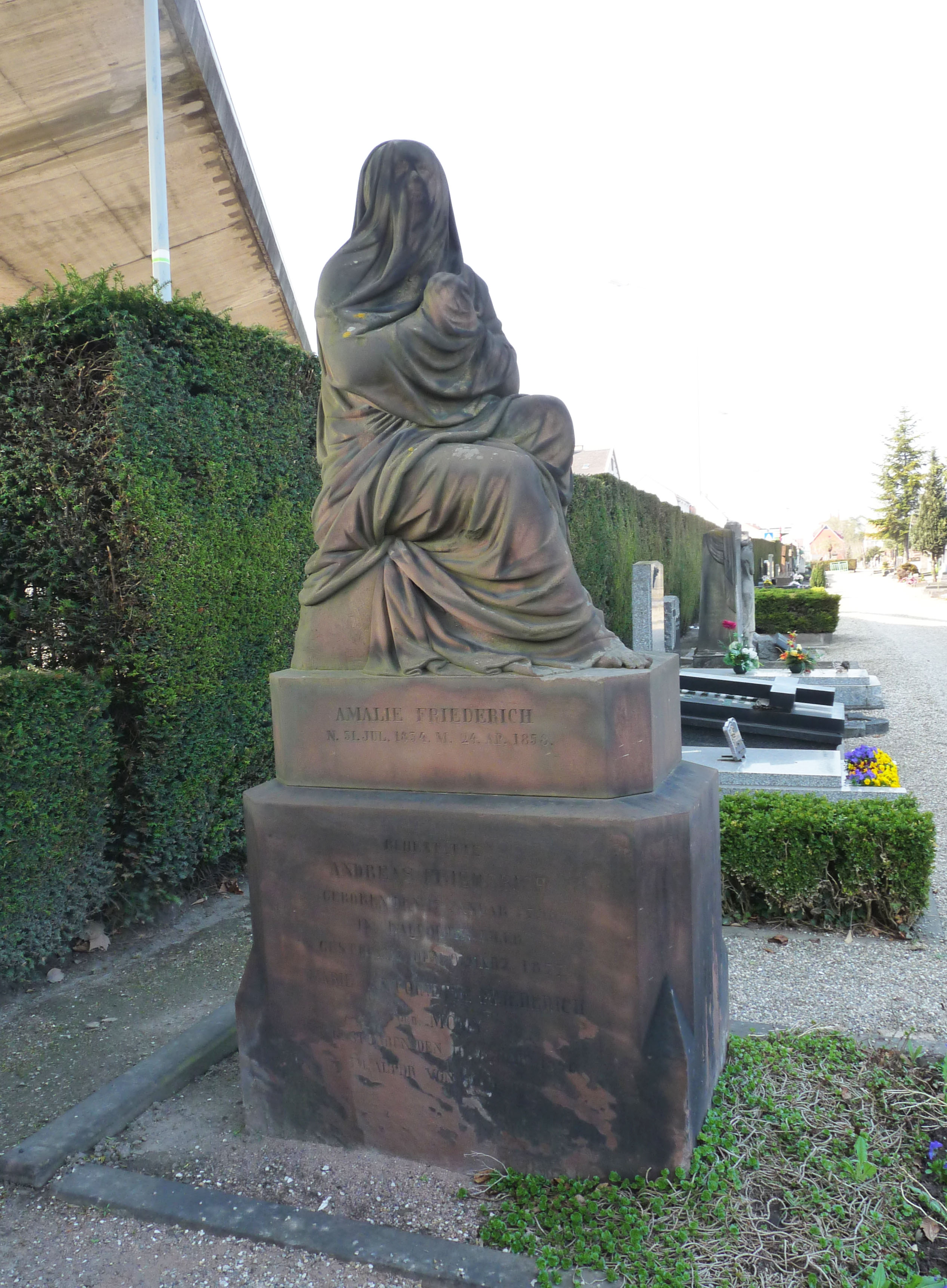
Sépulture d'Amélie, André et Marie-Antoinette Friederich.
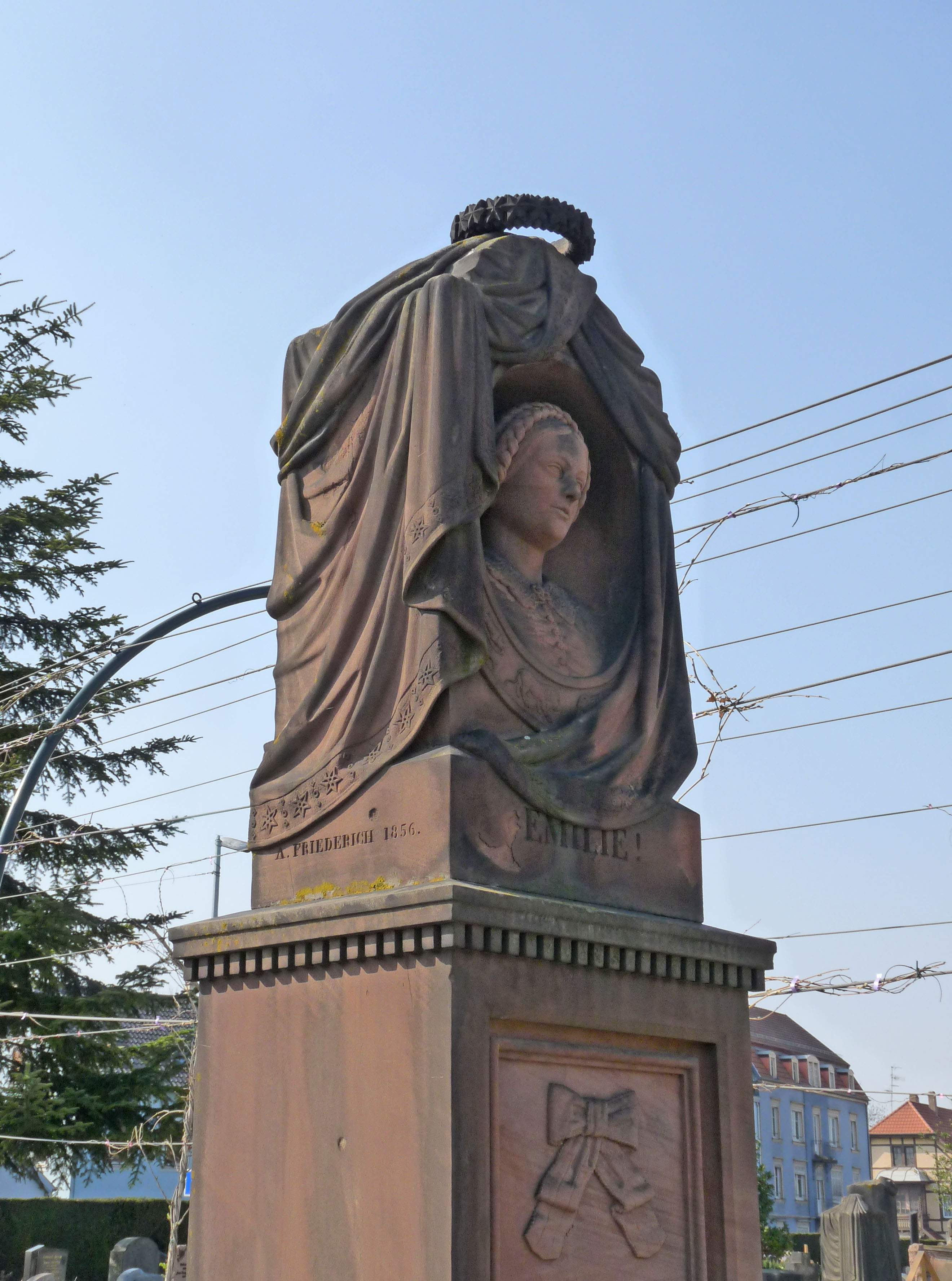
Sépulture d'Émilie Richert.
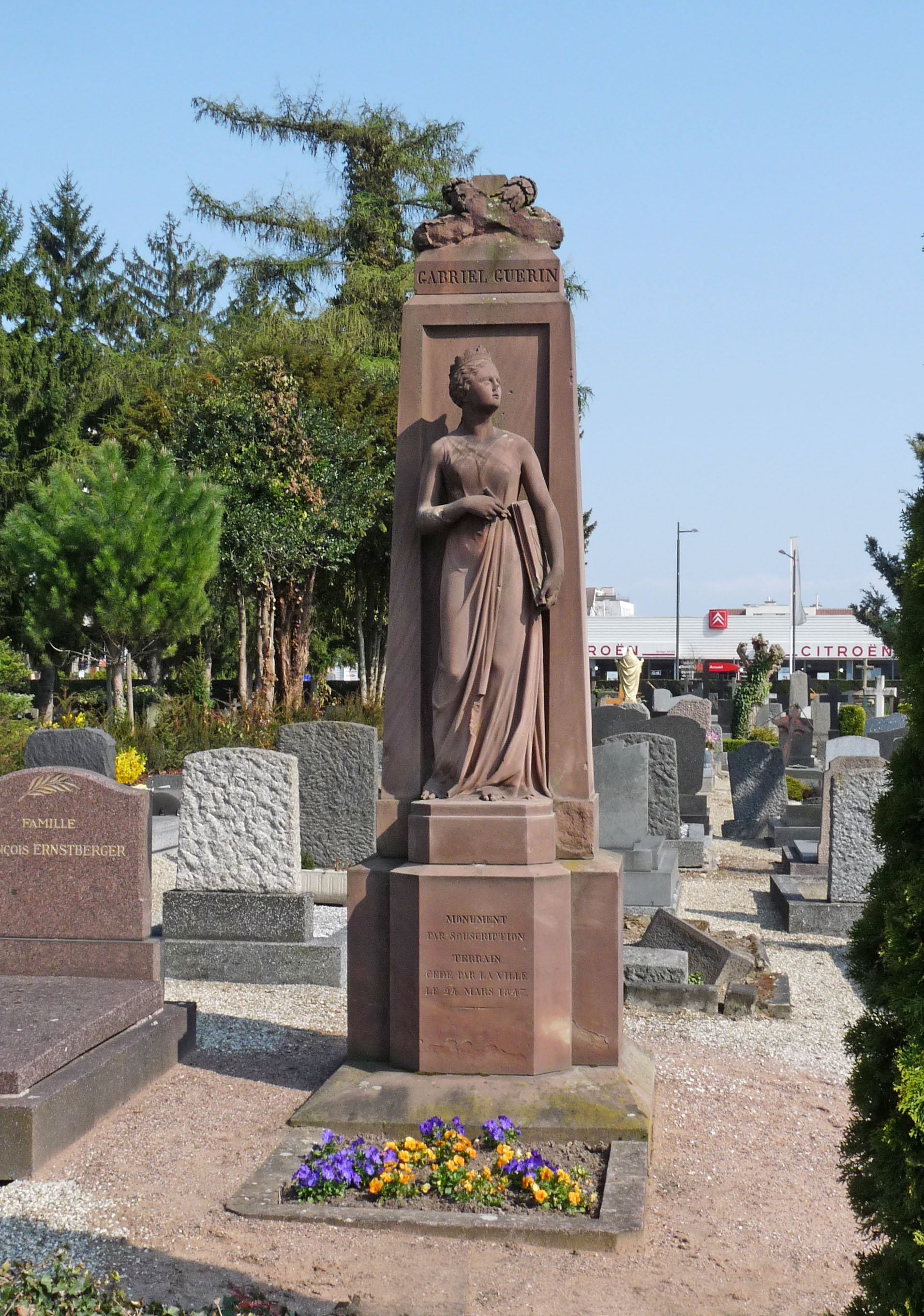
Sépulture de Gabriel-Christophe Guérin.
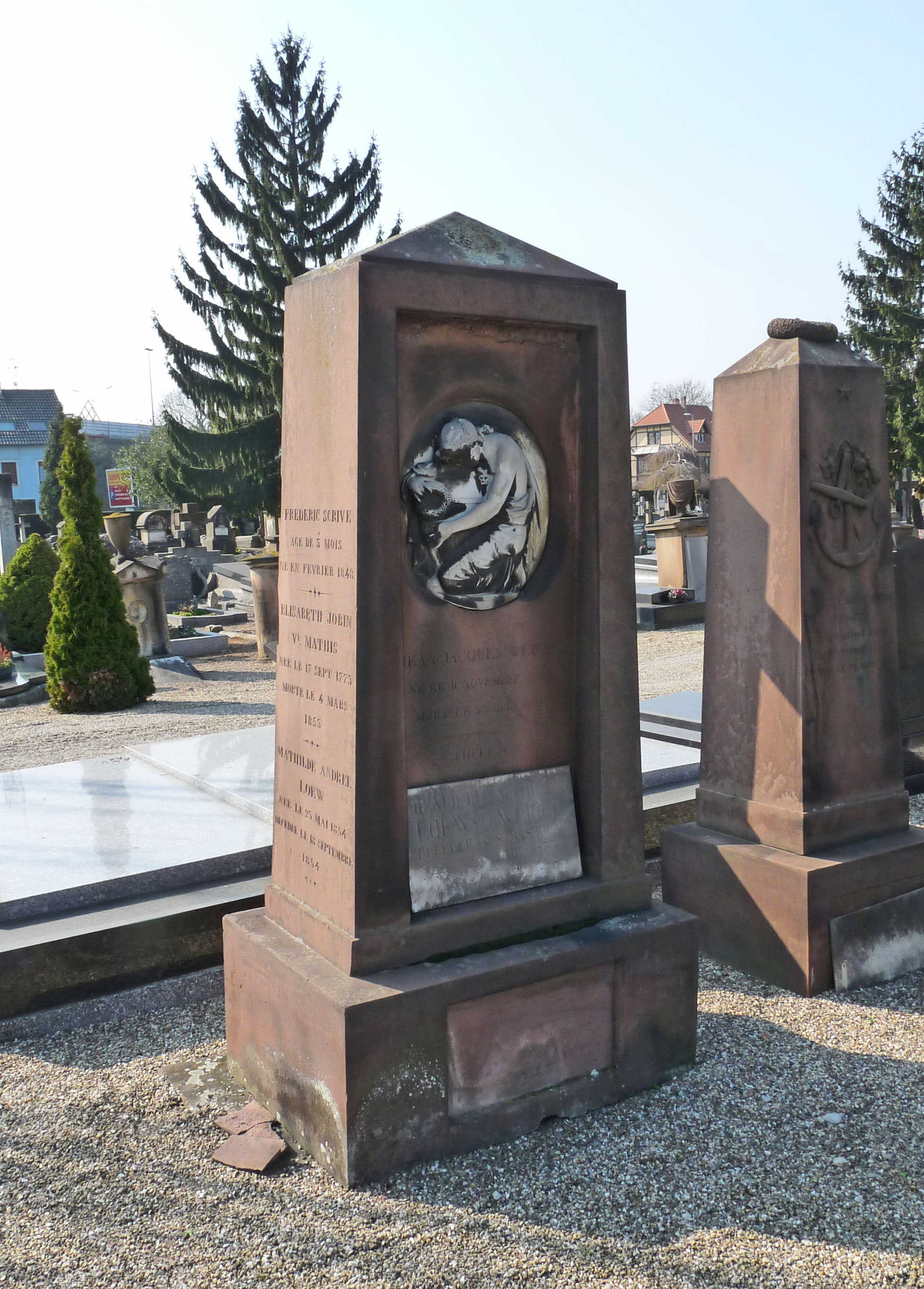
Sépulture de Jean-Jacques Weigel.

## Distinctions
En 1842 André Friederich reçut du grand-duc Léopold la décoration du Lion d'or du Zaehringen.

## Élèves
- Gustave Brion (1824-1877)

## Iconographie
Auguste Wittman (mort en 1841) lui consacra deux huiles sur toile, Portrait du sculpteur André Friederich et Portrait du sculpteur André Friederich dans son atelier (1837) où il représenté de manière non conformiste dans le désordre de son atelier à colombages, entouré de son matériel et de réminiscences de sa formation auprès du statuaire anatomiste Johann Martin Fischer (de) de Vienne et de Boettiger à Dresde. Les deux œuvres sont conservées au musée des Beaux-Arts de Strasbourg.
Théophile Schuler réalise son portrait à la plume en 1855, conservé à Strasbourg à la bibliothèque nationale et universitaire.

## Publications
- Cathédrale de Strasbourg et ses détails, mesurés et dessinés par A. Friederich et gravés sur pierre par K. Sandmann, 1839.
- Restauration du chœur de la Cathédrale de Strasbourg (s. d.)